# Iris Derive
L’iris Derive est une variété d'iris hybride. (Parents : ('Petite Fugue' × 'Pulcinella') × 'Capricornia').
- Catégorie : Iris de Rocaille (SDB).
- Création : P. Anfosso (1991).
- Description : Iris de rocaille blanc sur havane bordé de blanc, à barbe violette ; parfum délicat.
- Floraison : hâtif moyen.
- no  d'enregistrement : R91-222.
- Taille : 25 cm.